# Giuseppe Signori
Giuseppe Signori (17 de febrero de 1968, Alzano Lombardo, provincia de Bérgamo, Italia) es un exjugador de fútbol profesional e internacional por Italia. "Beppe", conocido en España como "Peppe", jugó un total de 344 en Serie A anotando 188 goles, siendo el séptimo máximo realizador de la historia del Calcio, quedando a tan sólo dos goles del histórico jugador sueco de la Fiorentina, Kurt Hamrin.
Ha sido 3 veces Capocannonieri, máximo goleador de la serie A, todas ellas con el Lazio, en la temporada 1992/93 (26 goles), 93/94 (23 goles) y 95/96 (24 goles).

## Biografía
"Beppe" Signori comenzó su andadura en el mundo del fútbol profesional con 17 años en la Società Calcio Leffe, hoy AlbinoLeffe tras su fusión con el Albinese Calcio, después de ser rechazado en el Inter de Milán por su corta estatura. En el Leffe, Peppe contribuyó al ascenso del modesto equipo a la serie C2. Sin embargo, comenzó jugando como extremo izquierdo debido a su explosiva velocidad, pasando a ser el atacante del equipo por recomendación del técnico. Poco antes de terminar la temporada 1986/87, varios equipos comenzaron a interesarse por Beppe, entre ellos la Piacenza, quien finalmente se llevó al jugador.
En las filas de la Piacenza, Beppe no gozó de demasiadas oportunidades, por lo que el club decidió cederle un año al Trento, donde volvió a jugar como extremo y con gran presencia, ya que disputó 31 encuentros anotando 3 tantos. Tras proclamarse como una de las revelaciones del campeonato, la Piacenza decidió repescarlo al año siguiente, convirtiéndose también en una de las figuras más destacadas de ese año en la serie B, donde militaban los biancorossi de la Piacenza.
Para la campaña 1989/90, Peppe Signori ficha por la Foggia, en ese momento también en la serie B y con el checo Zdenek Zeman como técnico. Con la Foggia, Signori lograría su primer gran éxito a nivel de clubes coincidiendo con jugadores como Dan Petrescu, Roberto Rambaudi, Igor Shalimov, el meta Francesco Mancini y su pareja atacante Francesco "Ciccio" Baiano. Con este último, Peppe formó una pareja atacante letal, anotando entre los dos 33 goles en la temporada 1991-92. La siguiente temporada, la Foggia perdió irremediablemente a todas sus estrellas, entre ellas Signori, que se marchó junto a Zeman a la Lazio. Allí, Peppe vivió sus mejores años como futbolista y coincidió con tres de los artífices de las grandes temporadas de la Foggia en serie A: José Antonio Chamot y los anteriormente mencionados Rambaudi y Mancini.
En su primera temporada en el equipo romano logró 26 goles en 32 encuentros, siendo el Capocannoniere de 1993, a los que sumaría los de 1994 (con 23 goles) y 1996 (con 24). Pese a ello y compartir pareja atacante con delanteros como Roberto Mancini, Alen Bokšić y Pierluigi Casiraghi, Peppe no logró ningún título con el equipo lacial. En 1998, Sven-Göran Eriksson se hace cargo del equipo y comienza a tener varios problemas con Peppe, provocando la salida del delantero.
Tras un breve paso por la Sampdoria, Signori ingresa en las filas del Bolonia en 1998, permaneciendo allí hasta 2004, consiguiendo 67 goles en 143 partidos. En ese año, abandona la esquadra boloñesa y comienza el declive profesional de Beppe, que dio sus últimos coletazos como futbolista en el Iraklis griego y en el FC Sopron húngaro.

### Selección italiana
Con los Azzurri, Peppe debutó el 31 de mayo de 1992, en un Italia-Portugal, que acabó en empate a cero. Disputó solamente un Mundial, el de USA'94 y su último partido con la selección fue el 6 de septiembre de 1995 en Údine, en un Italia 1-0 Eslovenia.

## Equipos
| Temporada     | Club          | Competición | Competición | Competición |
| Temporada     | Club          | Comp.       | Partidos    | Goles       |
| ------------- | ------------- | ----------- | ----------- | ----------- |
| 1984-85       | Leffe         | Reg         | 8           | 5           |
| 1985-86       | Leffe         | C2          | 30          | 3           |
| 1986-87       | Piacenza      | C1          | 14          | 1           |
| 1987-88       | Trento        | C1          | 31          | 3           |
| 1988-89       | Piacenza      | B           | 32          | 5           |
| 1989-90       | Foggia        | B           | 34          | 14          |
| 1990-91       | Foggia        | B           | 34          | 11          |
| 1991-92       | Foggia        | A           | 32          | 11          |
| 1992-93       | Lazio         | A           | 32          | 26          |
| 1993-94       | Lazio         | A           | 24          | 23          |
| 1994-95       | Lazio         | A           | 27          | 17          |
| 1995-96       | Lazio         | A           | 31          | 24          |
| 1996-97       | Lazio         | A           | 32          | 15          |
| 1997-98       | Lazio         | A           | 6           | 2           |
| Enero de 1998 | Sampdoria     | A           | 17          | 3           |
| 1998-99       | Bologna       | A           | 28          | 15          |
| 1999-00       | Bologna       | A           | 31          | 15          |
| 2000-01       | Bologna       | A           | 23          | 16          |
| 2001-02       | Bologna       | A           | 14          | 3           |
| 2002-03       | Bologna       | A           | 24          | 12          |
| 2003-04       | Bologna       | A           | 23          | 6           |
| 2004-05       | Iraklis       | SL          | 5           | 0           |
| 2005-06       | Sopron        | NB1         | 9           | 3           |
| Total Serie A | Total Serie A |             | 344         | 188         |